# Còmic detectivesc

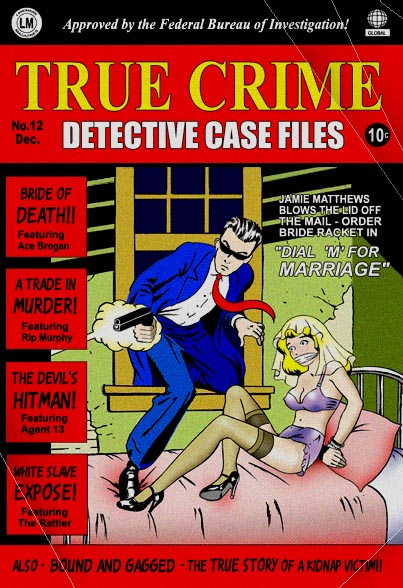

El còmic detectivesc, també anomenat sèrie negra, còmic policíac o el còmic de detectius, és un estil de còmic, en el que el crim, sigui de la modalitat que sigui, hi és gairebé sempre present. Una altra de les característiques és que les seves pàgines se centren en les activitats d'un detectiu privat o bé d'un agent de la llei. Narren les activitats de delinquiments professionals. Expliquen algun crim puntual, perpetrat per algun delinqüent no professional.

## Característiques
Temàtiques
- Centra les activitats, en un agent de l'autoritat, o d'un detectiu privat.
- Explica les activitats que duen a terme delinqüents professionals.
- En alguna historieta, també explica d'una manera puntual, els crims que pot haver perpetrat un delinqüent no professional.

En uns paràmetres més generals a un còmic de sèrie negra, se li exigeix que sigui realista, respectant l'estil de cada autor. L'ambientació en un entorn preferentment urbà, és un altre dels requisits.

## Història
Còmic de sèrie Negra, a la premsa dels Estats Units d'Americà
El primer personatge, de Sèrie Negra, va ser Dick Tracy. Les tires de premsa anteriors, en les que hi sortia algun policia, o detectiu privat solia ser una tira de caràcter humorístic.